# Patinatge artístic als Jocs Olímpics d'hivern de 2018 - Individual femení
La competició individual femenina de patinatge artístic sobre gel dels Jocs Olímpics d'Hivern de 2018 va ser celebrada els dies 16 i 27 de febrer de 2018 al Gangneung Ice Arena, a Gangneung (Corea del Sud). El programa curt va ser disputat el 21 de febrer i el programa lliure el 23 de febrer.

## Rècords
Durant la competició es van establir els rècords següents:
| Segment       | Patinadora        | Puntuació | Data                 | Ref.        |
| ------------- | ----------------- | --------- | -------------------- | ----------- |
| Programa curt | Evgenia Medvedeva | 81.61     | 21 de febrer de 2018 | [ 3 ] [ 4 ] |
| Programa curt | Alina Zagitova    | 82.92     | 21 de febrer de 2018 | [ 3 ] [ 4 ] |

Les atletes Olímpiques de Rússia van establir dos rècords consecutius del programa curt el 21 de febrer; Evgenia Medvedeva va aconseguir 81.61 punts i deu minuts més tard, Alina Zagitova va aconseguir una puntuació de 82.92.

## Classificació
Un total de 30 equips es van classificar-se per competir, amb cada país podent presentar un màxim de tres equips. 24 posicions van ser repartides durant el Campionat del Món de 2017 i les posicions restants es van repartir durant el Trofeu Nebelhorn de 2017. Cada país decidia quins equips presentava i els atletes que guanyaven no tenien assegurat el dret de competir. Tots els equips necessitaven aconseguir una puntuació mínima en els elements. Pel programa curt, aquesta era de 20.00 punts i pel programa lliure era de 36.00.

## Horari
| Indica una cerimònia de medalles. |

| Data         | Hora  | Hora | Programa        |
| Data         | KST   | CET  | Programa        |
| ------------ | ----- | ---- | --------------- |
| 21 de febrer | 10:00 | 3:00 | Programa curt   |
| 23 de febrer | 10:00 | 3:00 | Programa lliure |

## Resultats

### Programa curt
El programa curt es va disputar el 21 de febrer.
| Pos.                              | Nom                   | País                       | TSS      | TES   | PCS   | SS   | TR   | PE   | CH   | IN   | Ded   | Stn |
| --------------------------------- | --------------------- | -------------------------- | -------- | ----- | ----- | ---- | ---- | ---- | ---- | ---- | ----- | --- |
| 1                                 | Alina Zagitova        | Atletes Olímpics de Rússia | 82.92 WR | 45.30 | 37.62 | 9.36 | 9.18 | 9.64 | 9.43 | 9.43 | 0.00  | 28  |
| 2                                 | Evgenia Medvedeva     | Atletes Olímpics de Rússia | 81.61    | 43.19 | 38.42 | 9.54 | 9.39 | 9.71 | 9.68 | 9.71 | 0.00  | 25  |
| 3                                 | Kaetlyn Osmond        | Canadà                     | 78.87    | 41.83 | 37.04 | 9.32 | 9.00 | 9.36 | 9.29 | 9.32 | 0.00  | 27  |
| 4                                 | Satoko Miyahara       | Japó                       | 75.94    | 40.25 | 35.69 | 8.96 | 8.75 | 9.00 | 8.86 | 9.04 | 0.00  | 26  |
| 5                                 | Kaori Sakamoto        | Japó                       | 73.18    | 40.36 | 32.82 | 8.43 | 7.96 | 8.29 | 8.18 | 8.18 | 0.00  | 19  |
| 6                                 | Carolina Kostner      | Itàlia                     | 73.15    | 35.06 | 38.09 | 9.46 | 9.32 | 9.54 | 9.61 | 9.68 | 0.00  | 29  |
| 7                                 | Gabrielle Daleman     | Canadà                     | 68.90    | 35.90 | 33.00 | 8.32 | 8.04 | 8.18 | 8.25 | 8.46 | 0.00  | 21  |
| 8                                 | Choi Da-bin           | Corea del Sud              | 67.77    | 37.54 | 30.23 | 7.75 | 7.29 | 7.68 | 7.5  | 7.57 | 0.00  | 24  |
| 9                                 | Mirai Nagasu          | Estats Units               | 66.93    | 37.24 | 30.69 | 8.04 | 7.36 | 7.61 | 7.68 | 7.68 | –1.00 | 20  |
| 10                                | Karen Chen            | Estats Units               | 65.90    | 33.53 | 32.37 | 8.07 | 7.89 | 8.14 | 8.11 | 8.25 | 0.00  | 22  |
| 11                                | Bradie Tennell        | Estats Units               | 64.01    | 35.50 | 29.51 | 7.57 | 7.25 | 7.25 | 7.43 | 7.39 | –1.00 | 1   |
| 12                                | Maria Sotskova        | Atletes Olímpics de Rússia | 63.86    | 31.47 | 33.39 | 8.46 | 8.21 | 8.21 | 8.46 | 8.39 | –1.00 | 30  |
| 13                                | Nicole Rajičová       | Eslovàquia                 | 60.59    | 32.36 | 28.23 | 7.18 | 6.82 | 7.21 | 7.00 | 7.07 | 0.00  | 18  |
| 14                                | Nicole Schott         | Alemanya                   | 59.20    | 31.62 | 27.58 | 6.96 | 6.61 | 7.07 | 6.86 | 6.96 | 0.00  | 17  |
| 15                                | Elizabet Tursynbayeva | Kazakhstan                 | 58.82    | 29.14 | 29.68 | 7.46 | 7.18 | 7.50 | 7.43 | 7.54 | 0.00  | 23  |
| 16                                | Kailani Craine        | Austràlia                  | 56.77    | 30.36 | 26.41 | 6.61 | 6.32 | 6.71 | 6.57 | 6.79 | 0.00  | 13  |
| 17                                | Isadora Williams      | Brasil                     | 55.74    | 29.83 | 25.91 | 6.54 | 6.29 | 6.64 | 6.46 | 6.46 | 0.00  | 2   |
| 18                                | Emmi Peltonen         | Finlàndia                  | 55.28    | 28.48 | 27.80 | 7.00 | 6.64 | 6.96 | 7.07 | 7.07 | –1.00 | 10  |
| 19                                | Alexia Paganini       | Suïssa                     | 55.26    | 29.99 | 25.27 | 6.39 | 6.14 | 6.39 | 6.39 | 6.29 | 0.00  | 8   |
| 20                                | Loena Hendrickx       | Bèlgica                    | 55.16    | 27.79 | 27.37 | 7.04 | 6.64 | 6.82 | 6.82 | 6.89 | 0.00  | 16  |
| 21                                | Kim Ha-nul            | Corea del Sud              | 54.33    | 29.41 | 24.92 | 6.36 | 6.00 | 6.32 | 6.29 | 6.18 | 0.00  | 5   |
| 22                                | Maé-Bérénice Méité    | França                     | 53.67    | 28.24 | 25.43 | 6.57 | 6.14 | 6.46 | 6.29 | 6.32 | 0.00  | 12  |
| 23                                | Ivett Tóth            | Hongria                    | 53.22    | 27.60 | 25.62 | 6.54 | 6.18 | 6.43 | 6.39 | 6.50 | 0.00  | 14  |
| 24                                | Li Xiangning          | Xina                       | 52.46    | 27.27 | 26.19 | 6.64 | 6.29 | 6.54 | 6.64 | 6.64 | –1.00 | 7   |
| No van avançar al programa lliure |                       |                            |          |       |       |      |      |      |      |      |       |     |
| 25                                | Larkyn Austman        | Canadà                     | 51.42    | 25.93 | 26.49 | 6.71 | 6.32 | 6.61 | 6.71 | 6.75 | –1.00 | 11  |
| 26                                | Diāna Ņikitina        | Letònia                    | 51.12    | 26.35 | 24.77 | 6.29 | 5.93 | 6.18 | 6.32 | 6.25 | 0.00  | 4   |
| 27                                | Giada Russo           | Itàlia                     | 50.88    | 25.90 | 25.98 | 6.57 | 6.25 | 6.50 | 6.54 | 6.61 | –1.00 | 15  |
| 28                                | Anita Östlund         | Suècia                     | 49.14    | 25.35 | 23.79 | 6.14 | 5.82 | 5.93 | 5.93 | 5.93 | 0.00  | 6   |
| 29                                | Anna Khnychenkova     | Ucraïna                    | 47.59    | 26.66 | 22.93 | 5.86 | 5.54 | 5.61 | 5.82 | 5.82 | –2.00 | 3   |
| 30                                | Aiza Mambekova        | Kazakhstan                 | 44.40    | 21.29 | 23.11 | 5.71 | 5.46 | 5.82 | 5.89 | 6.00 | 0.00  | 9   |

Notes
WR - Rècord mundial
El programa curt es va disputar el 21 de febrer.
| Pos.                              | Nom                   | País                       | TSS      | TES   | PCS   | SS   | TR   | PE   | CH   | IN   | Ded   | Stn |
| --------------------------------- | --------------------- | -------------------------- | -------- | ----- | ----- | ---- | ---- | ---- | ---- | ---- | ----- | --- |
| 1                                 | Alina Zagitova        | Atletes Olímpics de Rússia | 82.92 WR | 45.30 | 37.62 | 9.36 | 9.18 | 9.64 | 9.43 | 9.43 | 0.00  | 28  |
| 2                                 | Evgenia Medvedeva     | Atletes Olímpics de Rússia | 81.61    | 43.19 | 38.42 | 9.54 | 9.39 | 9.71 | 9.68 | 9.71 | 0.00  | 25  |
| 3                                 | Kaetlyn Osmond        | Canadà                     | 78.87    | 41.83 | 37.04 | 9.32 | 9.00 | 9.36 | 9.29 | 9.32 | 0.00  | 27  |
| 4                                 | Satoko Miyahara       | Japó                       | 75.94    | 40.25 | 35.69 | 8.96 | 8.75 | 9.00 | 8.86 | 9.04 | 0.00  | 26  |
| 5                                 | Kaori Sakamoto        | Japó                       | 73.18    | 40.36 | 32.82 | 8.43 | 7.96 | 8.29 | 8.18 | 8.18 | 0.00  | 19  |
| 6                                 | Carolina Kostner      | Itàlia                     | 73.15    | 35.06 | 38.09 | 9.46 | 9.32 | 9.54 | 9.61 | 9.68 | 0.00  | 29  |
| 7                                 | Gabrielle Daleman     | Canadà                     | 68.90    | 35.90 | 33.00 | 8.32 | 8.04 | 8.18 | 8.25 | 8.46 | 0.00  | 21  |
| 8                                 | Choi Da-bin           | Corea del Sud              | 67.77    | 37.54 | 30.23 | 7.75 | 7.29 | 7.68 | 7.5  | 7.57 | 0.00  | 24  |
| 9                                 | Mirai Nagasu          | Estats Units               | 66.93    | 37.24 | 30.69 | 8.04 | 7.36 | 7.61 | 7.68 | 7.68 | –1.00 | 20  |
| 10                                | Karen Chen            | Estats Units               | 65.90    | 33.53 | 32.37 | 8.07 | 7.89 | 8.14 | 8.11 | 8.25 | 0.00  | 22  |
| 11                                | Bradie Tennell        | Estats Units               | 64.01    | 35.50 | 29.51 | 7.57 | 7.25 | 7.25 | 7.43 | 7.39 | –1.00 | 1   |
| 12                                | Maria Sotskova        | Atletes Olímpics de Rússia | 63.86    | 31.47 | 33.39 | 8.46 | 8.21 | 8.21 | 8.46 | 8.39 | –1.00 | 30  |
| 13                                | Nicole Rajičová       | Eslovàquia                 | 60.59    | 32.36 | 28.23 | 7.18 | 6.82 | 7.21 | 7.00 | 7.07 | 0.00  | 18  |
| 14                                | Nicole Schott         | Alemanya                   | 59.20    | 31.62 | 27.58 | 6.96 | 6.61 | 7.07 | 6.86 | 6.96 | 0.00  | 17  |
| 15                                | Elizabet Tursynbayeva | Kazakhstan                 | 58.82    | 29.14 | 29.68 | 7.46 | 7.18 | 7.50 | 7.43 | 7.54 | 0.00  | 23  |
| 16                                | Kailani Craine        | Austràlia                  | 56.77    | 30.36 | 26.41 | 6.61 | 6.32 | 6.71 | 6.57 | 6.79 | 0.00  | 13  |
| 17                                | Isadora Williams      | Brasil                     | 55.74    | 29.83 | 25.91 | 6.54 | 6.29 | 6.64 | 6.46 | 6.46 | 0.00  | 2   |
| 18                                | Emmi Peltonen         | Finlàndia                  | 55.28    | 28.48 | 27.80 | 7.00 | 6.64 | 6.96 | 7.07 | 7.07 | –1.00 | 10  |
| 19                                | Alexia Paganini       | Suïssa                     | 55.26    | 29.99 | 25.27 | 6.39 | 6.14 | 6.39 | 6.39 | 6.29 | 0.00  | 8   |
| 20                                | Loena Hendrickx       | Bèlgica                    | 55.16    | 27.79 | 27.37 | 7.04 | 6.64 | 6.82 | 6.82 | 6.89 | 0.00  | 16  |
| 21                                | Kim Ha-nul            | Corea del Sud              | 54.33    | 29.41 | 24.92 | 6.36 | 6.00 | 6.32 | 6.29 | 6.18 | 0.00  | 5   |
| 22                                | Maé-Bérénice Méité    | França                     | 53.67    | 28.24 | 25.43 | 6.57 | 6.14 | 6.46 | 6.29 | 6.32 | 0.00  | 12  |
| 23                                | Ivett Tóth            | Hongria                    | 53.22    | 27.60 | 25.62 | 6.54 | 6.18 | 6.43 | 6.39 | 6.50 | 0.00  | 14  |
| 24                                | Li Xiangning          | Xina                       | 52.46    | 27.27 | 26.19 | 6.64 | 6.29 | 6.54 | 6.64 | 6.64 | –1.00 | 7   |
| No van avançar al programa lliure |                       |                            |          |       |       |      |      |      |      |      |       |     |
| 25                                | Larkyn Austman        | Canadà                     | 51.42    | 25.93 | 26.49 | 6.71 | 6.32 | 6.61 | 6.71 | 6.75 | –1.00 | 11  |
| 26                                | Diāna Ņikitina        | Letònia                    | 51.12    | 26.35 | 24.77 | 6.29 | 5.93 | 6.18 | 6.32 | 6.25 | 0.00  | 4   |
| 27                                | Giada Russo           | Itàlia                     | 50.88    | 25.90 | 25.98 | 6.57 | 6.25 | 6.50 | 6.54 | 6.61 | –1.00 | 15  |
| 28                                | Anita Östlund         | Suècia                     | 49.14    | 25.35 | 23.79 | 6.14 | 5.82 | 5.93 | 5.93 | 5.93 | 0.00  | 6   |
| 29                                | Anna Khnychenkova     | Ucraïna                    | 47.59    | 26.66 | 22.93 | 5.86 | 5.54 | 5.61 | 5.82 | 5.82 | –2.00 | 3   |
| 30                                | Aiza Mambekova        | Kazakhstan                 | 44.40    | 21.29 | 23.11 | 5.71 | 5.46 | 5.82 | 5.89 | 6.00 | 0.00  | 9   |

Notes
WR - Rècord mundial

### Programa lliure
El programa lliure es va disputar el 23 de febrer.
| Pos. | Nom                   | País                       | TSS        | TES   | PCS       | SS   | TR   | PE   | CH   | IN   | Ded   | Stn |
| ---- | --------------------- | -------------------------- | ---------- | ----- | --------- | ---- | ---- | ---- | ---- | ---- | ----- | --- |
| 1    | Evgenia Medvedeva     | Atletes Olímpics de Rússia | * 156.65 * | 79.18 | * 77.47 * | 9.57 | 9.43 | 9.82 | 9.71 | 9.89 | 0.00  | 24  |
| 2    | Alina Zagitova        | Atletes Olímpics de Rússia | * 156.65 * | 81.62 | * 75.03 * | 9.32 | 9.21 | 9.61 | 9.29 | 9.46 | 0.00  | 22  |
| 3    | Kaetlyn Osmond        | Canadà                     | 152.15     | 76.50 | 75.65     | 9.50 | 9.21 | 9.57 | 9.39 | 9.61 | 0.00  | 23  |
| 4    | Satoko Miyahara       | Japó                       | 146.44     | 75.20 | 71.24     | 8.93 | 8.64 | 9.07 | 8.89 | 9.00 | 0.00  | 19  |
| 5    | Carolina Kostner      | Itàlia                     | 139.29     | 63.64 | 75.65     | 9.46 | 9.25 | 9.43 | 9.57 | 9.57 | 0.00  | 20  |
| 6    | Kaori Sakamoto        | Japó                       | 136.53     | 68.42 | 68.11     | 8.57 | 8.36 | 8.50 | 8.57 | 8.57 | 0.00  | 21  |
| 7    | Maria Sotskova        | Atletes Olímpics de Rússia | 134.24     | 66.94 | 67.30     | 8.39 | 8.14 | 8.54 | 8.43 | 8.57 | 0.00  | 13  |
| 8    | Choi Da-bin           | Corea del Sud              | 131.49     | 68.74 | 62.75     | 7.86 | 7.57 | 8.04 | 7.86 | 7.89 | 0.00  | 17  |
| 9    | Bradie Tennell        | Estats Units               | 128.34     | 65.41 | 62.93     | 7.93 | 7.68 | 7.79 | 7.93 | 8.00 | 0.00  | 15  |
| 10   | Kim Ha-nul            | Corea del Sud              | 121.38     | 67.03 | 54.35     | 6.96 | 6.46 | 7.00 | 6.68 | 6.86 | 0.00  | 4   |
| 11   | Karen Chen            | Estats Units               | 119.75     | 56.65 | 64.10     | 8.18 | 7.64 | 7.96 | 8.07 | 8.21 | –1.00 | 14  |
| 12   | Mirai Nagasu          | Estats Units               | 119.61     | 57.56 | 62.05     | 8.14 | 7.50 | 7.71 | 7.75 | 7.68 | 0.00  | 18  |
| 13   | Elizabet Tursynbayeva | Kazakhstan                 | 118.30     | 60.50 | 58.80     | 7.39 | 7.11 | 7.39 | 7.43 | 7.43 | –1.00 | 7   |
| 14   | Loena Hendrickx       | Bèlgica                    | 116.72     | 60.73 | 55.99     | 7.07 | 6.71 | 7.11 | 6.96 | 7.14 | 0.00  | 2   |
| 15   | Nicole Rajičová       | Eslovàquia                 | 114.60     | 57.80 | 56.80     | 7.11 | 6.89 | 7.25 | 7.25 | 7.21 | 0.00  | 11  |
| 16   | Kailani Craine        | Austràlia                  | 111.84     | 57.89 | 57.89     | 6.68 | 6.54 | 7.00 | 6.64 | 6.86 | 0.00  | 9   |
| 17   | Nicole Schott         | Alemanya                   | 109.26     | 52.68 | 56.58     | 7.04 | 6.82 | 7.04 | 7.18 | 7.29 | 0.00  | 10  |
| 18   | Maé-Bérénice Méité    | França                     | 106.25     | 55.13 | 52.12     | 6.50 | 6.29 | 6.61 | 6.54 | 6.64 | –1.00 | 3   |
| 19   | Gabrielle Daleman     | Canadà                     | 103.56     | 45.81 | 61.75     | 8.00 | 7.64 | 7.39 | 7.93 | 7.64 | –4.00 | 16  |
| 20   | Li Xiangning          | Xina                       | 101.97     | 50.56 | 51.41     | 6.57 | 6.21 | 6.46 | 6.39 | 6.50 | 0.00  | 5   |
| 21   | Emmi Peltonen         | Finlàndia                  | 101.86     | 46.41 | 56.45     | 7.14 | 6.79 | 7.00 | 7.07 | 7.29 | –1.00 | 8   |
| 22   | Alexia Paganini       | Suïssa                     | 101.00     | 50.94 | 50.06     | 6.43 | 6.00 | 6.29 | 6.32 | 6.25 | 0.00  | 1   |
| 23   | Ivett Tóth            | Hongria                    | 97.21      | 49.82 | 50.39     | 6.32 | 6.29 | 6.21 | 6.39 | 6.29 | –3.00 | 6   |
| 24   | Isadora Williams      | Brasil                     | 88.44      | 38.39 | 51.05     | 6.43 | 6.18 | 6.36 | 6.43 | 6.50 | –1.00 | 12  |

* Evgenia Medvedeva va quedar en primera posició ja que la seva puntuació per components del programa va ser més alta.

### Total
La classificació es va determinar segons la puntuació total de cada patinadora.
| Pos.                              | Nom                   | País                       | PT     | SP    | SP | FS     | FS |
| --------------------------------- | --------------------- | -------------------------- | ------ | ----- | -- | ------ | -- |
| 01 !                              | Alina Zagitova        | Atletes Olímpics de Rússia | 239.57 | 82.92 | 1  | 156.65 | 2  |
| 02 !                              | Evgenia Medvedeva     | Atletes Olímpics de Rússia | 238.26 | 81.61 | 2  | 156.65 | 1  |
| 03 !                              | Kaetlyn Osmond        | Canadà                     | 231.02 | 78.87 | 3  | 152.15 | 3  |
| 4                                 | Satoko Miyahara       | Japó                       | 222.38 | 75.94 | 4  | 146.44 | 4  |
| 5                                 | Carolina Kostner      | Itàlia                     | 212.44 | 73.15 | 6  | 139.29 | 5  |
| 6                                 | Kaori Sakamoto        | Japó                       | 209.71 | 73.18 | 5  | 136.53 | 6  |
| 7                                 | Choi Da-bin           | Corea del Sud              | 199.26 | 67.77 | 8  | 131.49 | 8  |
| 8                                 | Maria Sotskova        | Atletes Olímpics de Rússia | 198.10 | 63.86 | 12 | 134.24 | 7  |
| 9                                 | Bradie Tennell        | Estats Units               | 192.35 | 64.01 | 11 | 128.34 | 9  |
| 10                                | Mirai Nagasu          | Estats Units               | 186.54 | 66.93 | 9  | 119.61 | 12 |
| 11                                | Karen Chen            | Estats Units               | 185.65 | 65.90 | 10 | 119.75 | 11 |
| 12                                | Elizabet Tursynbayeva | Kazakhstan                 | 177.12 | 58.82 | 15 | 118.30 | 13 |
| 13                                | Kim Ha-nul            | Corea del Sud              | 175.71 | 54.33 | 21 | 121.38 | 10 |
| 14                                | Nicole Rajičová       | Eslovàquia                 | 175.19 | 60.59 | 13 | 114.60 | 15 |
| 15                                | Gabrielle Daleman     | Canadà                     | 172.46 | 68.90 | 7  | 103.56 | 19 |
| 16                                | Loena Hendrickx       | Bèlgica                    | 171.88 | 55.16 | 20 | 116.72 | 14 |
| 17                                | Kailani Craine        | Austràlia                  | 168.61 | 56.77 | 16 | 111.84 | 16 |
| 18                                | Nicole Schott         | Alemanya                   | 168.46 | 59.20 | 14 | 109.26 | 17 |
| 19                                | Maé-Bérénice Méité    | França                     | 159.92 | 53.67 | 22 | 106.25 | 18 |
| 20                                | Emmi Peltonen         | Finlàndia                  | 157.14 | 55.28 | 18 | 101.86 | 21 |
| 21                                | Alexia Paganini       | Suïssa                     | 156.26 | 55.26 | 19 | 101.00 | 22 |
| 22                                | Li Xiangning          | Xina                       | 154.43 | 52.46 | 24 | 101.97 | 20 |
| 23                                | Ivett Tóth            | Hongria                    | 150.43 | 53.22 | 23 | 97.21  | 23 |
| 24                                | Isadora Williams      | Brasil                     | 144.18 | 55.74 | 17 | 88.44  | 24 |
| No van avançar al programa lliure |                       |                            |        |       |    |        |    |
| 25                                | Larkyn Austman        | Canadà                     | 51.42  | 51.42 | 25 | —      | —  |
| 26                                | Diāna Ņikitina        | Letònia                    | 51.12  | 51.12 | 26 | —      | —  |
| 27                                | Giada Russo           | Itàlia                     | 50.88  | 50.88 | 27 | —      | —  |
| 28                                | Anita Östlund         | Suècia                     | 49.14  | 49.14 | 28 | —      | —  |
| 29                                | Anna Khnychenkova     | Ucraïna                    | 47.59  | 47.59 | 29 | —      | —  |
| 30                                | Aiza Mambekova        | Kazakhstan                 | 44.40  | 44.40 | 30 | —      | —  |